# Felix Strauß
Felix Strauß né le 26 mars 2001 à Salzbourg en Autriche, est un footballeur autrichien évoluant au poste de défenseur central au SCR Altach.

## Biographie

### En club
Né à Salzbourg en Autriche, Felix Strauß est notamment formé au RB Salzbourg avant de rejoindre l'Allemagne et le Viktoria Cologne. Il rejoint le FC Blau-Weiß Linz le 28 août 2020. Il joue son premier match en professionnel avec ce club, lors d'une rencontre de coupe d'Autriche le 30 août 2020 face au SC Team Wiener Linien. Il entre en jeu à la place de Fabio Strauss (en) et son équipe s'impose par cinq buts à un ce jour-là.
Felix Strauß rejoint le SCR Altach lors de l'été 2021. Le transfert est annoncé dès le 21 juin 2021. 
Il joue son premier match sous ses nouvelles couleurs le 24 juillet 2021, lors de la première journée de la saison 2021-2022 du championnat autrichien, face au LASK. Il est titularisé et son équipe s'incline (0-1 score final). Strauß inscrit son premier but pour le club lors d'une rencontre de championnat face à l'Admira Wacker le 2 avril 2022. Titulaire ce jour-là, il marque dans le temps additionnel de la seconde période, et permet ainsi aux siens d'égaliser et d'obtenir le point du match nul (2-2 score final).
Il manque les deux premiers matchs de la saison 2022-2023 en raison d'une infection puis fait sa première apparition de la saison le 7 août 2022, à l'occasion de la troisième journée, lors d'une victoire face au FK Austria Vienne (3-2) mais il se blesse à la cheville lors de ce match, ce qui lui vaut plus d'un mois d'indisponibilité.

### En sélection
Felix Strauß est convoqué pour la première fois avec l'équipe d'Autriche espoirs le 21 mars 2022. Il joue son premier match avec les espoirs lors de ce rassemblement, face à la Norvège, le 29 mars 2022. Il entre en jeu à la place d'Alexander Prass et son équipe s'impose par deux buts à un.